# Museu da Família Colonial
O Museu da Família Colonial é um espaço artístico, histórico, memorial e expositório situado na cidade de Blumenau, criado a partir de objetos doados por Edith Gaertner, ex-atriz e herdeira do farmacêutico alemão Hermann Bruno Otto Blumenau. Tem como objetivo a exposição de peças e utensílios comuns à famílias de classe média nos primeiros anos de colonização alemã no Brasil. Em 2007, o museu foi tombado pelo Instituto do Patrimônio Histórico e Artístico Nacional. O complexo museológico possui um acervo de 6 200 peças, ocupando uma área de 15.000 metros quadrados.

## História

### Antecedentes
O museu foi planejado por Edith Gaertner, herdeira das terras que haviam pertencido ao fundador da cidade, Hermann Bruno Otto Blumenau, seu tio avo. Nascida em 1882, Edith foi a caçula de 8 irmãos. Aos 20 anos, após a morte dos pais, saiu sozinha do Brasil. Trabalhou em diversos empregos, inclusive como governanta no Uruguai. Porém, foi na Argentina que realizou seu sonho de criança: se tornar uma atriz.
Ainda na Argentina conheceu Eleonora Duse, uma atriz italiana, que foi sua musa inspiradora. Assim partiu para Europa e viveu seu apogeu. Era requisitada nos mais famosos palcos do velho continente, apresentando-se de Viena a Leipzig. Edith encenou Goethe, Schiller, Molière, Shakespeare. A crítica, contam historiadores, a recebia muito bem: sua dicção e "mímica" eram sempre elogiados.
Mas, em 1924, ao receber a notícia que seus irmãos solteiros estavam a beira da morte, decidiu voltar ao Brasil. De volta a Blumenau, Edith passou a viver na propriedade da família Gaertner. Solteira, Edith nunca teve filhos.
A morte dos irmãos a fez se deparar com a total ausência familiar. Edith nunca mais voltou a atuar como atriz, passando seus dias no ostracismo. Para passar o tempo, passou a ter grande afeto por gatos. Com a intenção de sempre lembrar destes, Edith sepultava-os com toda formalidade e cerimônia no horto ao fundo de sua residência, formando assim o “Cemitério de Gatos”. Já em 1950, durante a celebração do centenário da fundação de Blumenau, Edith percebeu a necessidade de criar uma entidade que assumisse a responsabilidade pelos imóveis, utensílios e objetos de sua família, os primeiros colonizadores de Blumenau. Desta forma, acreditava trabalhar em pró da preservação de sua própria história. Iniciou então a implantação desse projeto entregando as terras de Hermann Bruno Otto Blumenau à Prefeitura Municipal, assim como os móveis e alguns de seus pertences.
Quando Edith Gaertner faleceu em 1967, a Prefeitura Municipal de Blumenau transformou o local onde ela residia em um museu. Nascia assim o Museu da Família Colonial.

### A formação do museu
O então responsável pela biblioteca pública de Blumenau, José Ferreira da Silva foi encarregado pela organização e direção do museu. José, resolveu anexar à exposição o horto onde Edith sepultava seus gatos. O espaço recebeu cuidado artístico e as sepulturas receberam lápides e esculturas de porcelana feitas por Miguel Barba. Porém, o local foi alvo da ação de vândalos. Hoje, apenas um par de esculturas vigia os pequenos túmulos. O cemitério dos gatos do museu é considerado o único do tipo no mundo.
Junto ao ato de sua criação, o museu foi incorporado à Fundação Casa Dr. Blumenau. O complexo museológico ainda é formado por outra casa, de 1858, construída pelo imigrante alemão Hermann Wendeburg, que foi anexada ao patrimônio da Fundação Cultural de Blumenau em 1997.